# بنیامین شماس و شهید
بنیامین شماس و شهید (انگلیسی: Benjamin the Deacon and Martyr; میلادی تولد حدود ۳۲۹ – مرگ ح. ad 424) قدیس و شماس و شهید مسیحی در ایران بود. بنیامین در یک دوره آزار و شکنجه مسیحیان که چهل سال به طول انجامید و در دوره سلطنت دو پادشاه ایرانی ایزدگرد یکم اعدام شد: و در سال ۴۲۱ درگذشت، و پسر و جانشین او، بهرام گور. آزار و شکنجه را با خشم شدیدی ادامه داد که مسیحیان در معرض ظالمانه‌ترین شکنجه‌ها قرار گرفتند.

## شهادت
بنیامین به دلیل ایمان مسیحی خود به مدت یک سال زندانی شد و بعداً با این شرط که موعظه یا صحبت از دین خود را رها کند آزاد شد. آزادی او توسط ( امپراتور روم شرقی) تئودئوس دوم از طریق یک سفیر به دست آمد. با این حال، بنیامین اعلام کرد که وظیفه او موعظه دربارهٔ مسیح است و نمی‌تواند سکوت کند. در نتیجه، بنیامین تا زمان مرگش در سال ۴۲۴ بی‌رحمانه شکنجه شد، به‌ویژه نی‌های تیز زیر ناخن‌های انگشتان دست و پاهایش گیر کرده بودند."